# زمین‌لرزه درون‌صفحه‌ای

توزیع لرزه‌خیزی زون لرزه‌ای نیومادرید (از ۱۹۷۴). این زونِ بسیار فعال از لحاظ لرزه‌خیزی، در مرکز ورقه آمریکای شمالی واقع شده‌است.

زمین‌لرزهٔ درون‌صفحه‌ای (به انگلیسی: Intraplate earthquake) زمین‌لرزه‌ای است که درون یک ورقهٔ تکتونیکی روی می‌دهد، حال آنکه زمین‌لرزه‌های بین‌ورقه‌ای در مرزهای ورقه‌ها رخ می‌دهند.
زمین‌لرزه‌های درون‌صفحه‌ای بر خلاف زمین‌لرزه‌های بین‌ورقه‌ای به‌ندرت روی می‌دهند. با این وجود، این نوع زمین‌لرزه‌ها می‌توانند خسارات بسیار زیادی را موجب شوند؛ بیشتر به این دلیل که این نوع زمین‌لرزها در مناطقی به وقوع می‌پیوندند که به زمین‌لرزه خو نگرفته‌اند و ساختمان‌ها در برابر زلزله مقاوم‌سازی نشده‌اند. زمین‌لرزه‌های ویرانگر گجرات در سال ۲۰۰۱، نیومادرید در سال ۱۸۱۲، و چارلستون در سال ۱۸۸۶ نمونه‌هایی بارز از زمین‌لرزه‌های خسارت‌بار درون‌ورقه‌ای می‌باشند.